# Tomislav Prosen
Tomislav Prosen (Sisak, 24 dicembre 1944) è un ex calciatore jugoslavo, dal 1991 sloveno, di ruolo attaccante.

## Carriera

### Club
Leggenda del Maribor, società di cui detiene il record di presenze (375), conservando il decimo posto nella classifica marcatori con 74 reti, vestì la maglia viola in 11 stagioni.
Nel 1971, dopo aver militato per 6 stagioni consecutive nel Maribor, viene ceduto al NEC, società olandese di Eredivisie, dove disputa solo 4 partite prima di tornare in patria.
Gioca prima al Maribor, poi passa all'Olimpia Lubiana prima di ritornare nuovamente a Maribor, dove conclude la sua carriera da professionista.